# Regência Augusta
Regência Augusta ou Vila de Regência é uma vila situada na foz do Rio Doce no distrito de Regência, no município de Linhares, no  estado do Espírito Santo, Brasil.
O principais atrativos da vila são as ondas propícias à prática de surfe, a "Festa de Caboclo Bernardo", onde há o encontro das bandas de congo do Espírito Santo, a tradicional "Festa dos Pescadores de Regência" e a principal base do Projeto TAMAR do estado.
O filme A Onda da Vida  dos diretores José Augusto Muleta e Raphael Gasparini foi gravado na vila com a colaboração dos moradores da vila como atores coadjuvante e figurantes. A atriz local Thalena Pereira faz par romântico com um dos protagonistas. Durante o desenrolar da história, pode-se perceber várias peculiaridades da cultura capixaba, como o congo, a "Festa do Caboclo Bernardo", a moqueca capixaba e suas gírias.

## Geografia

### Localização
O principal acesso se dá pela BR-101 norte, através do distrito de  Bebedouro e da rodovia ES-010 que margeia o litoral. Apenas 10 dos 38 quilômetros que separam as rodovias da vila são asfaltados. Boa parte do caminho até a vila é marcado por longos pastos rasteiros, pontuados por pequenos arbustos e dedicados à produção de gado de corte. Do lado esquerdo da estrada, as antigas fazendas conservam suas barcaças para a secagem da pequena produção de cacau, plantado em matas brocadas às margens do rio.

### População
Pelo Censo 2010 (IBGE) a população total do distrito de Regência era de 1 201 habitantes, e a população urbana era de 818 habitantes.

## Surfe

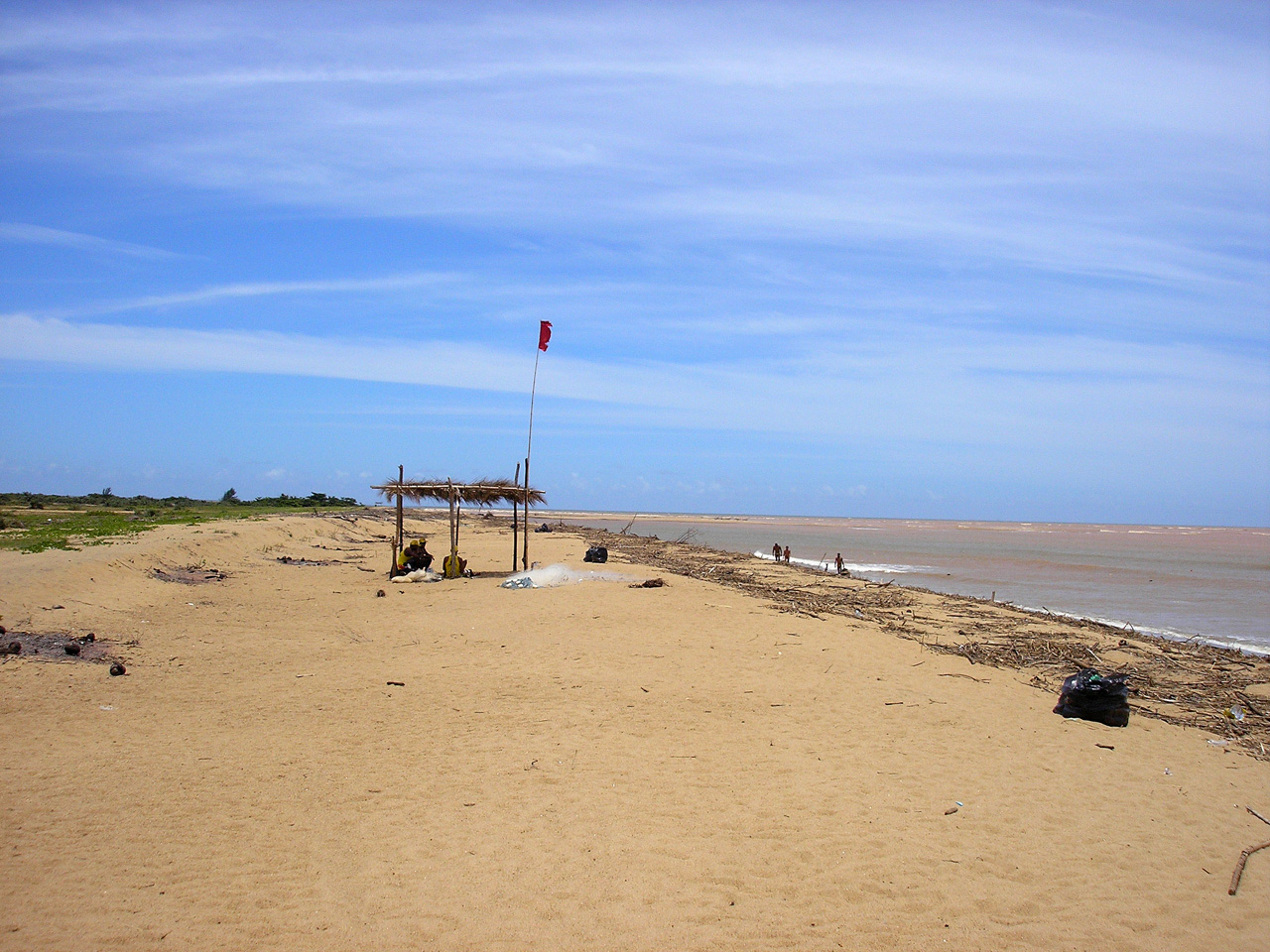
Praia de Regência.

### A Boca do Rio
A onda da boca do rio é conhecida por sua extensão e por sua forte correnteza. Vento nordeste e ondulação sul fornecem condições favoráveis para a prática de surf na boca. Em condições perfeitas, as ondas são longas e tubulares e quebram em sua maioria para a esquerda, na bancada de areia que se acumula pela ação continua do rio.
Nos dias chamados clássicos uma onda, em sua extensão, pode se conectar continuamente nas várias bancadas de areia que se alternam ao longo da praia, permitindo que elas sejam surfadas por cerca de oitocentos metros. Terminando de surfar uma onda como esta o surfista caminhará de volta até a foz do rio para novamente entrar no mar, o que pode ser considerado um grande esforço físico. Pegar quatro ou cinco ondas durante a sessão nestas condições já pode ser considerado um bom dia de surf.
Nos dias com ondas acima de 6 pés, a depender intensidade da ondulação e da força da correnteza, as ondas exigirão um certo grau de habilidade técnica e conhecimento específico da localidade, para que as ondas sejam surfadas. A qualidade da onda faz com que ela seja comparada às ondas mexicanas e às ondas balinesas.

### O Point e os Tambores
A estrada que margeia o mar da base do Projeto TAMAR até a vila possui três pequenas entradas onde ficam estacionados os carros dos visitantes e surfistas. A primeira é majoritariamente frequentada por pescadores de arremesso, onde passam, muitos deles com famílias inteiras, todo o dia. Pescam principalmente cação, arraia, robalo, pescada, bagre e outros tipos de peixe. A segunda e a terceira entrada é mais frequentada por surfistas e em menor número banhistas. A vegetação do caminho percorrido do estacionamento até a praia é bem rasteira e encontra-se em abundância a rama florada da ipomoea, a salsinha da praia, que pontiaguda fura levemente os pés desavisados que caminham fora da trilha. As raízes destas plantas são fundamentais para manterem fixas a areia das pequenas dunas e se constituem como os únicos obstáculos entre os surfistas e a visão das ondas.
As ondas que quebram nesta área são mais curtas em comparação com as encontradas na boca do rio, porém são consideradas pelos surfistas também longas, em relação àquelas que quebram ao longo da orla capixaba. Ali as ondas quando perfeitas quebram "para os dois lados", isto é, para a direita e para a esquerda, proporcionando que o surfista escolha a direção que mais lhe agrada. Entretanto, o principal atrativo desta onda consiste em proporcionar ao surfista o que é considerado como o momento mágico do surf: o tubo. Devido aspectos relacionados a direção da ondulação, ao vento e a formação do fundo (lugar onde as ondas quebram) a onda formará um cone ao lançar a parte superior de sua formação (comumente chamada de crista). Estar dentro do tubo (cone), enquanto a onda quebra, significa estar em um lugar privilegiado e muito apreciado pelos surfistas. O fundo de areia da praia suporta ondulações com até 9 pés.

### As Direitinhas
"As Direitinhas" quebram no entroncamento do Rio Doce com o mar, quando não percorrem muitos metros rio a dentro, em água salobra ou doce. A descoberta da onda se deve ao desejo extremado (“fissura”) dos atletas locais de surfarem mesmo nos dias com ondulações muito pequenas, quando geralmente não quebram ondas nos lugares tradicionais para a prática do surf na vila. Apesar de pequenas as ondas não são consideradas fáceis de surfar, embora grande parte dos surfistas locais sejam ali iniciados.
As condições favoráveis para surfar a “direitinha” são resultado da combinação do movimento continuo do Rio Doce com ação de grandes ondulações que deposita no fundo do mar um banco de areia propício para a “ondinha quebrar perfeita”. Segundo o surfista Fabrício Fiorot, exímio conhecedor da onda, “as ondas quebram com constância com meio metro de altura, em três sessões: a primeira mais rápida, a segunda mais cavada e a terceira para efetuar manobras. Tendo uma ondulaçãozinha e vento leste, que entra de terral, a onda fica muito boa”, afirma Fiorot. No entanto, existem muitas divergências sobre a qualidade daquela onda para a prática do surf.
Por se tratar de uma onda que quebra na boca de um rio relativamente caudaloso, o surfista desatento (ou que não conhece bem o lugar) pode ser tomado pela forte correnteza e obrigando a remar por um bom tempo até alcançar a segurança da praia a muitos metros dali.

## Farol de Regência

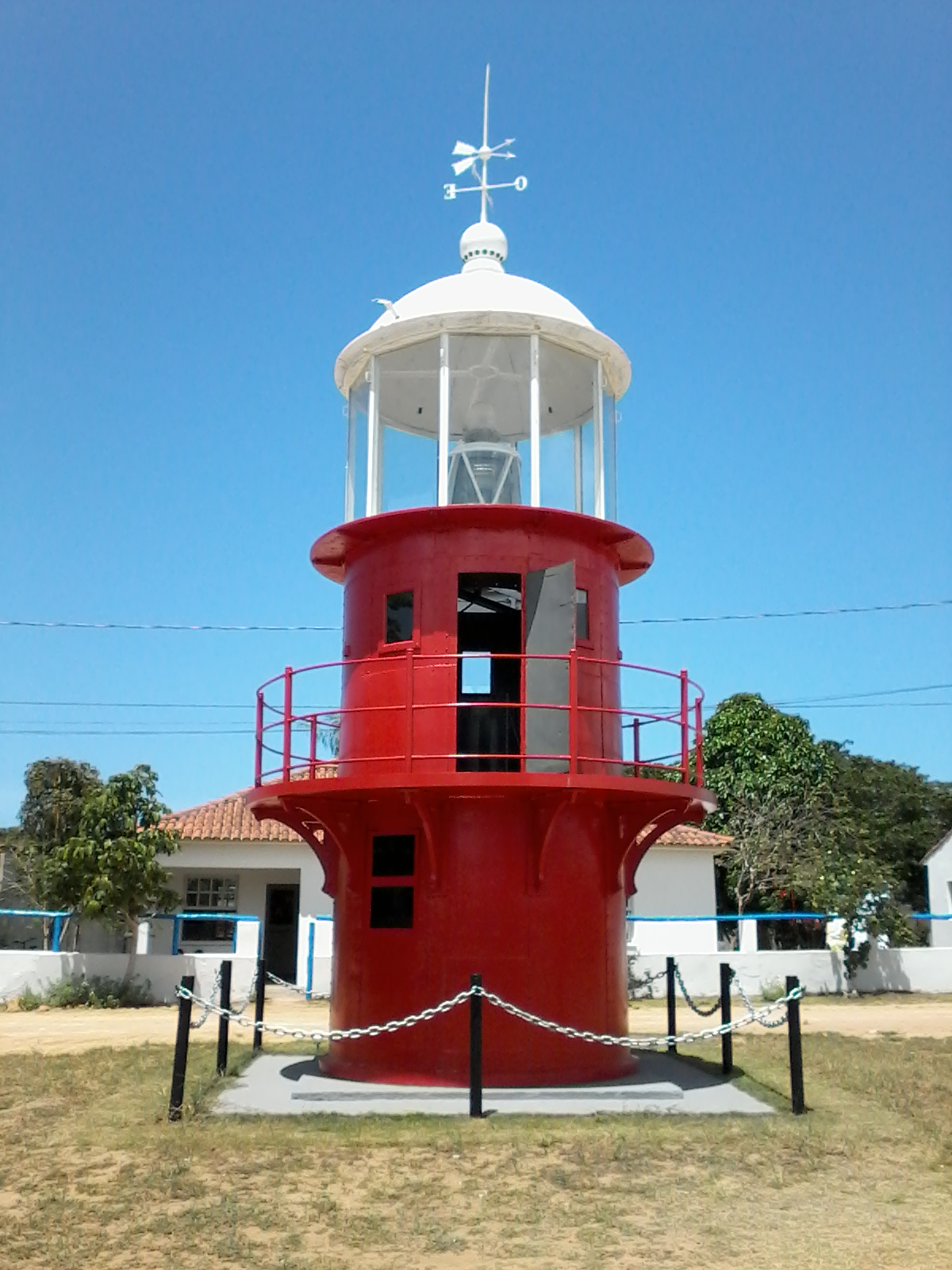
Antiga cúpula do farol

Medindo 47 metros de altura, o farol foi construído em 15 de novembro de 1895 no pontal norte da barra do Rio Doce, com o objetivo de auxiliar a navegação costeira devido aos bancos de areia próximos a foz do rio. No início sua iluminação era feita de gás, passando depois a funcionar através de baterias e luz elétrica. Depois de 12 anos, por estar instalado em lugar inadequado, pelo fato de oferecer maior perigo aos navegantes, o farol foi transferido para o pontal sul, para melhor navegação bem próxima a foz onde uma bela lagoa o cercava.
Com o passar do tempo e a regressão do mar o farol ficou distante da barra. Em 1998 a marinha construiu em seu lugar um moderno farol de concreto, este monumento centenário, sendo sua cúpula, foi montado em frente ao museu da história de regência, e no mesmo ano a Associação de Moradores de Regência solicita o tombamento do farol, alegando ser o representante de toda transformação geográfica, histórica, cultural e econômica, tendo o pedido atendido pelo Governo do Espírito Santo. 

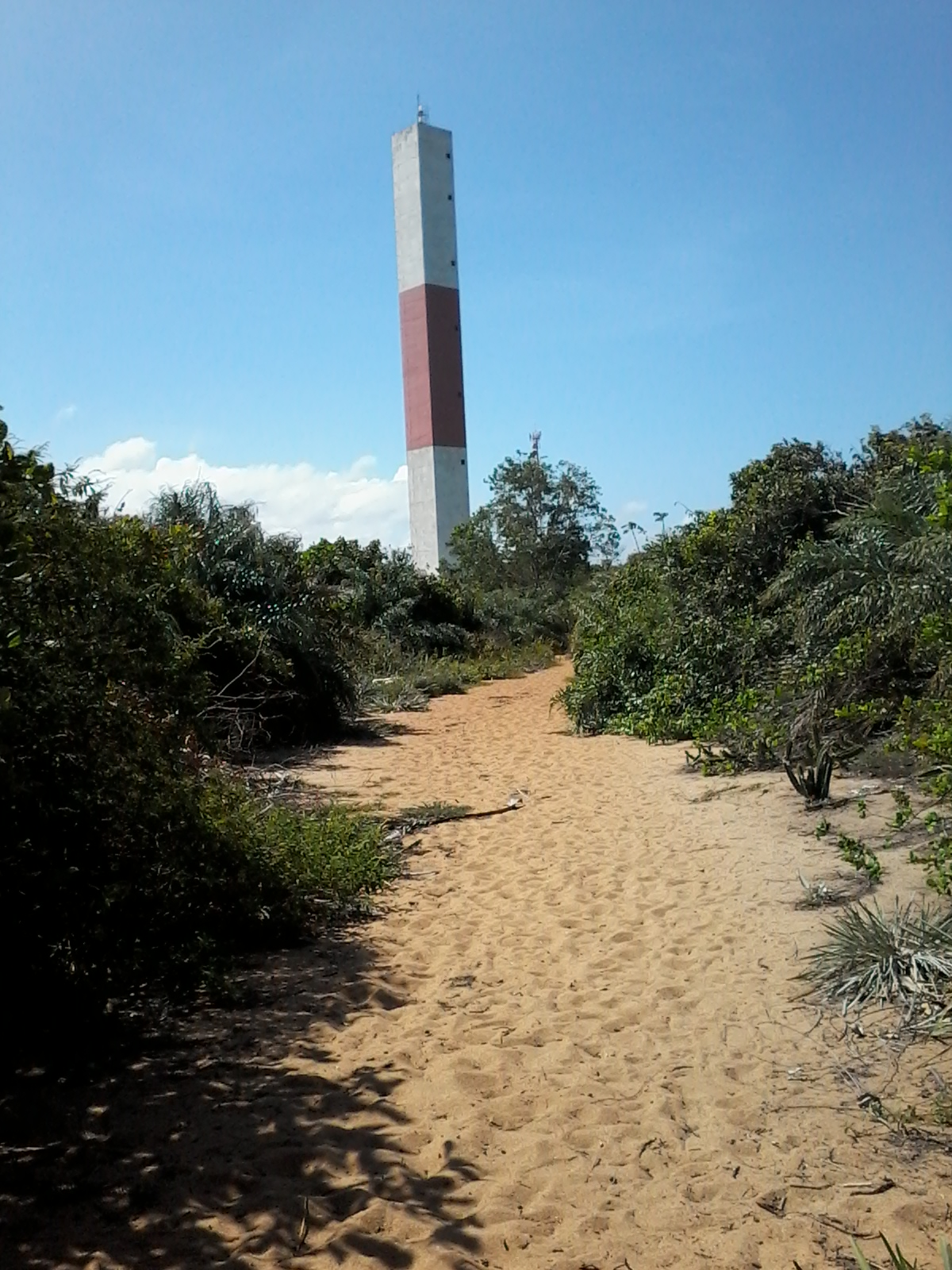
Atual farol de Regência

A reforma contribuiu para a manutenção da história do município tendo em vista que o farol está diretamente ligado a história do próprio Caboclo Bernardo. A entrega do farol reformado foi realizada no dia 5 de junho de de 2014, durante a festa de Caboclo Bernardo e o Encontro das Bandas de Congo.
A importância do Farol se dá pela segurança que presta aos navegantes amadores e profissionais, por sinalizar a existência de elevações rochosas  e bancos de areia e que só podem ser observados bem de perto.